# Камара, Энтони
Э́нтони Кама́ра (англ. Anthony Camara; род. 4 сентября 1993 года, Торонто, Онтарио, Канада) — канадский хоккеист, левый крайний нападающий.

## Карьера
Начал карьеру игрока в «Сагино Спирит», в котором отыграл два с половиной сезона и перешёл в «Барри Кольтс», где продолжил свою карьеру. По ходу сезона 2012/13 показал высокий результат, заработав за сезон 60 очков.
По окончании своего прорывного сезона перешёл в «Провиденс Брюинз», отыграв в этой команде два с половиной сезона. 29 февраля 2016 года клуб НХЛ «Бостон Брюинз», за который он не сыграл ни одного матча, обменял его в «Каролину Харрикейнз», которая перевела его в фарм-клуб «Шарлотт Чекерс».
По окончании сезона 2015/16 перешёл в «Каламзу Уингз», а оттуда в «Сент-Джонс Айскэпс», в котором играл до конца сезона. Став свободным агентом, покинул Северную Америку и уехал в Европу, где присоединился к датскому клубу «Оденсе Бульдогс», подписав с ней однолетний контракт. За большую часть сезона, которую он играл за эту команду, Камара заработал 37 очков и перешёл в австрийский «Грац Найнти Найнерс», а затем в немецкий «Изерлон Рустерс», в котором остался на полный сезон.
20 апреля 2019 года в качестве свободного агента перешёл в шведский «ХВ 71». Несмотря на высокую результативность, которую он показывал, в марте 2020 года клуб расторг с ним контракт за нарушение дисциплины.
11 ноября 2020 года перешёл в чешское «Динамо» (Пардубице), за которое отыграл два сезона.
21 июня 2022 года перешёл в нижнекамский «Нефтехимик», подписав контракт с командой на один сезон. По окончании сезона, 2 мая 2023 года хоккеист продлил контракт с командой. 8 ноября 2023 года контракт был расторгнут по инициативе хоккеиста. По информации СМИ, причиной стал конфликт с главным тренером команды Олегом Леонтьевым.
После расторжения контракта с «Нефтехимиком», нападающий стал игроком «Барыса», заключив соглашение сроком на один сезон.
В октябре 2024 года подписал контракт со словацким клубом «Нитра». Сыграл в составе клуба 16 матчей, набрал 13 очков и расторг контракт в декабре того же года. После чего подписал однолетний контракт с тольяттинским клубом «Лада».

## Личная жизнь
18 мая 2024 женился на Ванессе Конвертини.